# Mariä Himmelfahrt (Törwang)

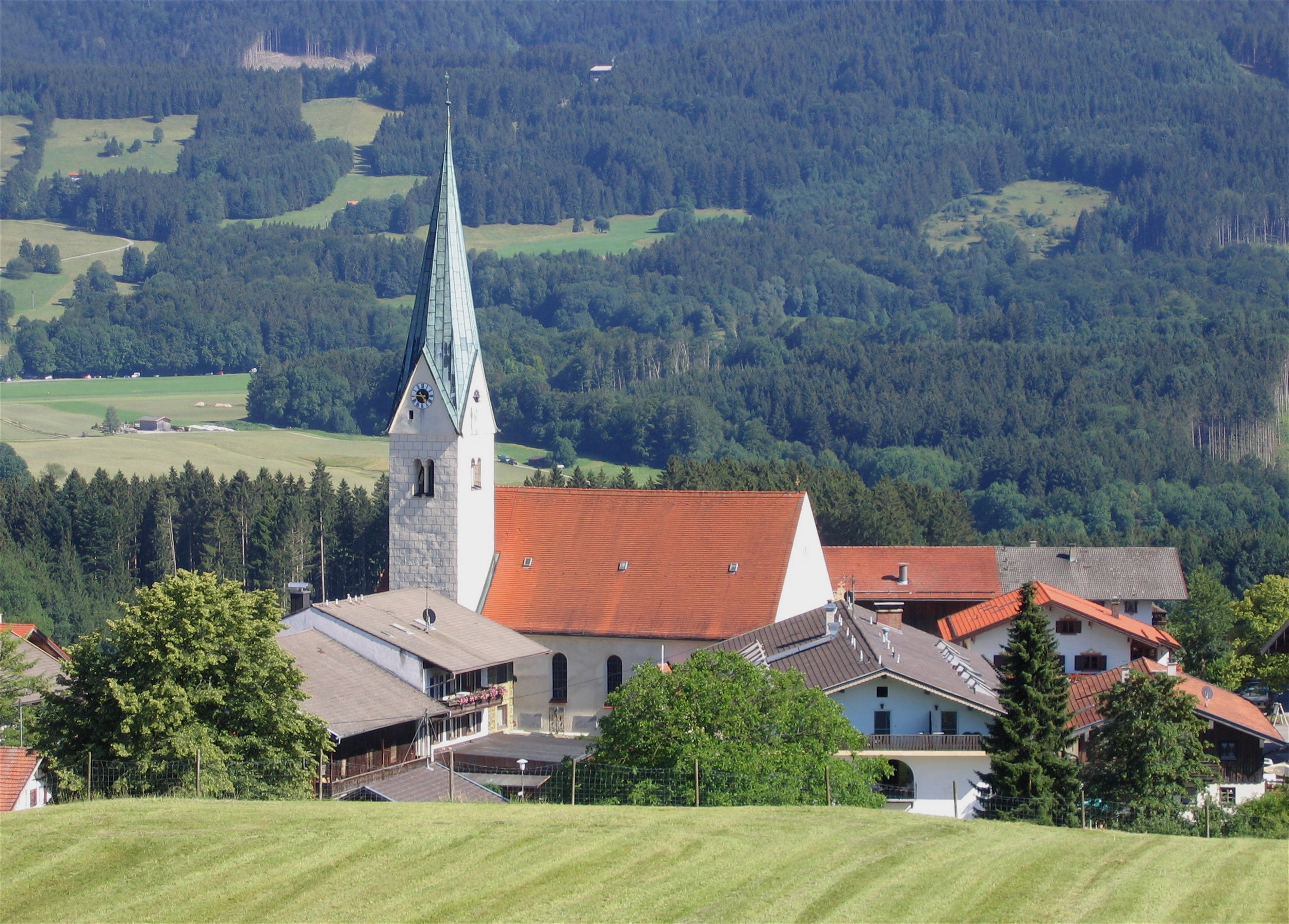
Pfarrkirche Törwang (2007)

Die Pfarrkirche Mariä Himmelfahrt ist eine römisch-katholische Kirche im Ort Törwang in der Gemeinde Samerberg im oberbayerischen Landkreis Rosenheim. Die Pfarrei Mariä Himmelfahrt gehört zum Pfarrverband Rohrdorf im Dekanat Rosenheim (Erzbistum München und Freising).

## Architektur
Der Turm der Kirche mit einem Spitzhelm schließt nördlich an den Chor an und ist älter als der 1513 gebaute Chor. Die Sakristei aus dem Jahr 1693 wurde 1875 neu gebaut, das Langhaus 1923 mit einer nördlichen Vorhalle neu errichtet. Der nach Nordosten ausgerichtete Saalraum hat ein abgeflachtes Tonnengewölbe über Wandvorlagen mit Gebälkstücken, der stark eingezogenen alte Chor mit Dreiseitschluss ein Stichkappen-Tonnengewölbe auf neugotischen Konsolen. Die Kirche wird durch ein Portal an der Südseite hinten betreten. Den westlichen Abschluss des Langhauses bildet eine Doppelempore, auf der oberen Empore ist die Orgel eingebaut.

## Ausstattung
Die figürliche und ornamentale Raumausmalung der Kirche mit dem Thema Maria Trost und zur Allerseelenbruderschaft malte Sebastian Hausinger 1924.
Der Hochaltar von 1642 wurde 1729 von Neubeuern erworben. Er zeigt als Altarblatt „Mariä Himmelfahrt“, ein Gemälde von Georg Lagler (1832), das flankiert wird von den Skulpturen der heiligen Joachim und Anna, der Eltern der heiligen Maria; Anna rechts trägt Maria als Kleinkind. Im Chor ist ein Flachrelief des heiligen Valentin (um 1515) und ein ehemaliges Seitenaltarblatt mit einer Darstellung des heiligen Josef (um 1780) zu sehen.
Der südliche Seitenaltar von 1766/67 zeigt im Retabel ein spätgotisches Tafelbild „Kreuzigung Christi und der Schächer“ (um 1460/1470) und im Auszug das Bild des heiligen Sebastian, vermutlich von Joseph Anton Höttinger (1767). Figuren der des heiligen Fabianus und des heiligen Rochus flankieren das Retabel. Der nördliche Seitenaltar von 1923 trägt die Figuren des heiligen Kirchenlehrers Augustinus und seiner Mutter Monika von Joseph Anton Fröhlich (1766), die ein Gemälde der Mutter Gottes mit dem Jesuskind einrahmen.
Es gibt volkstümliche Gemälde zur Schädlichkeit des Schwatzens in der Kirche und zur Segenswirkung des Weihwassers (um 1775). Der Taufstein ist mit CD-1628 bezeichnet.

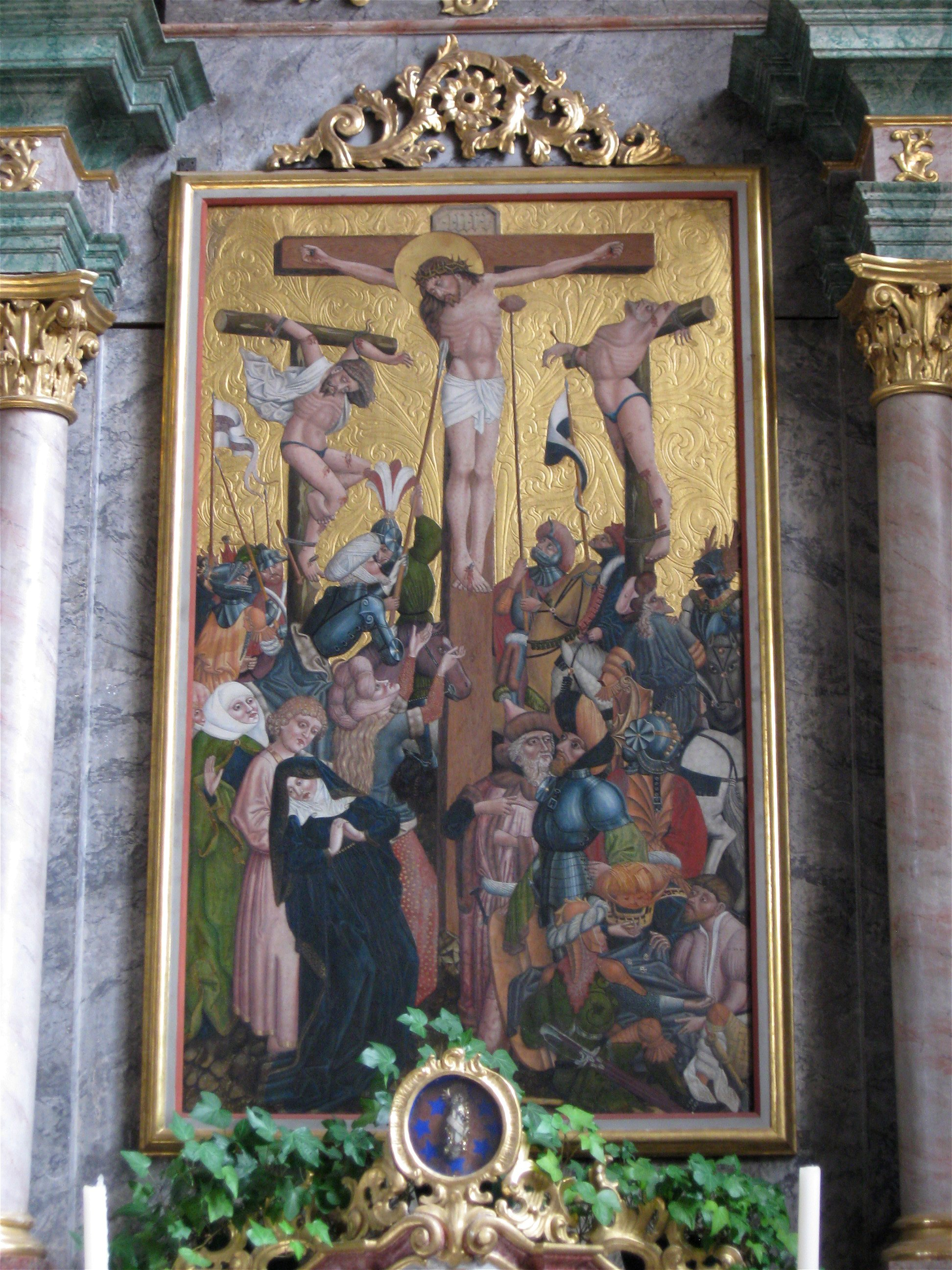
Spätgotisches Seitenaltarbild Kreuzigung um 1460/1470
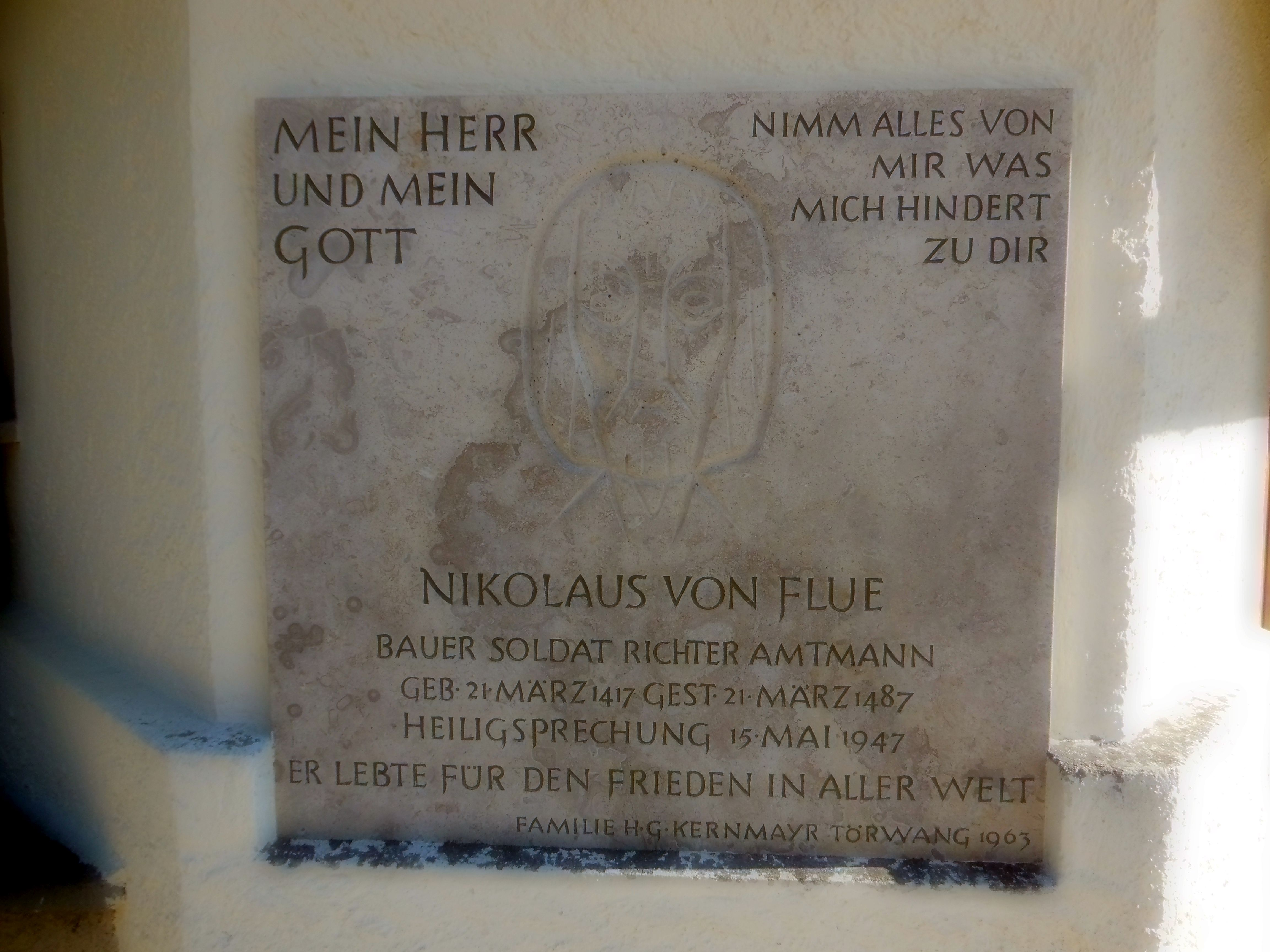
Gedenktafel an den hl. Niklaus von Flüe
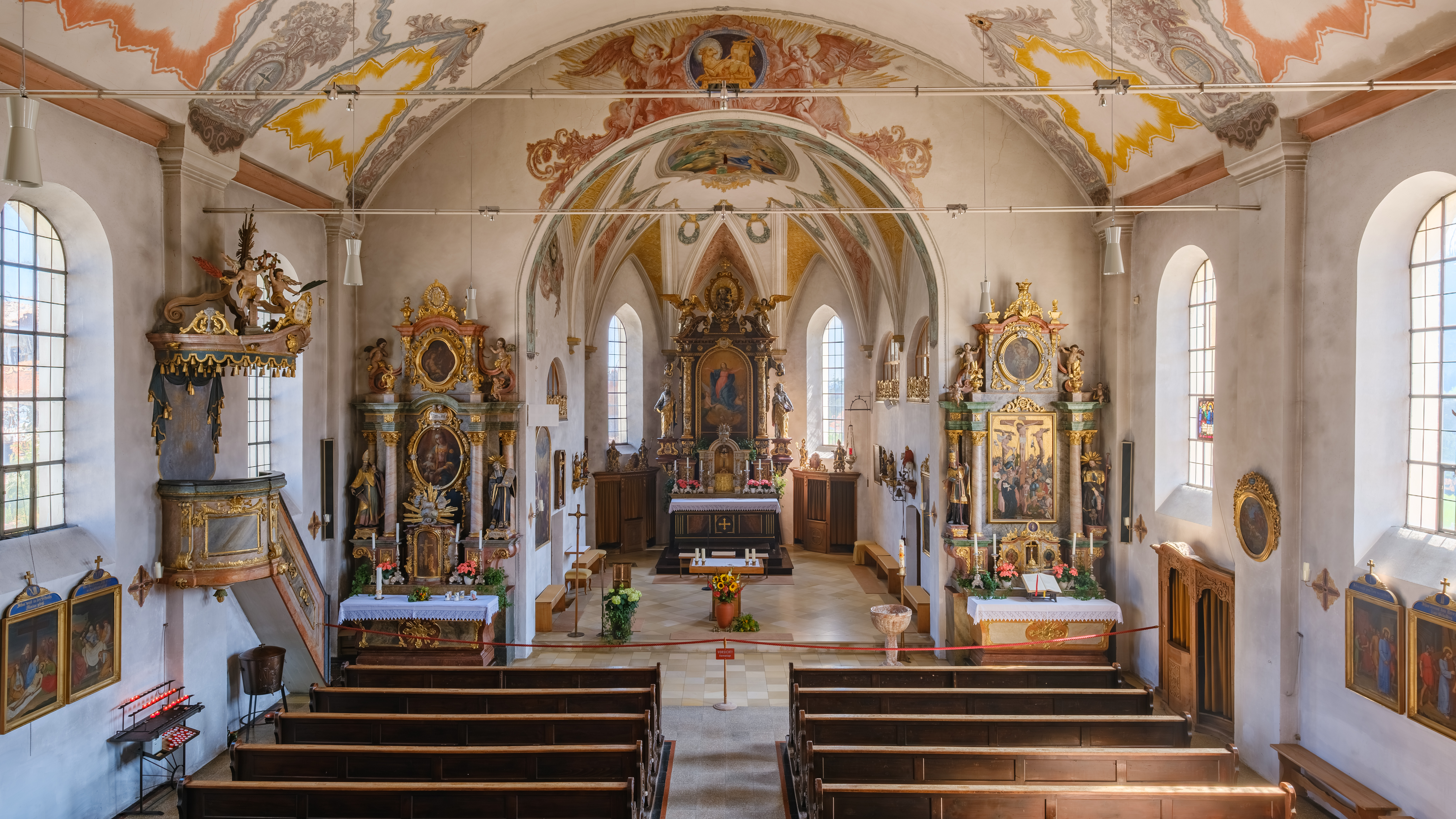
Blickrichtung Altäre
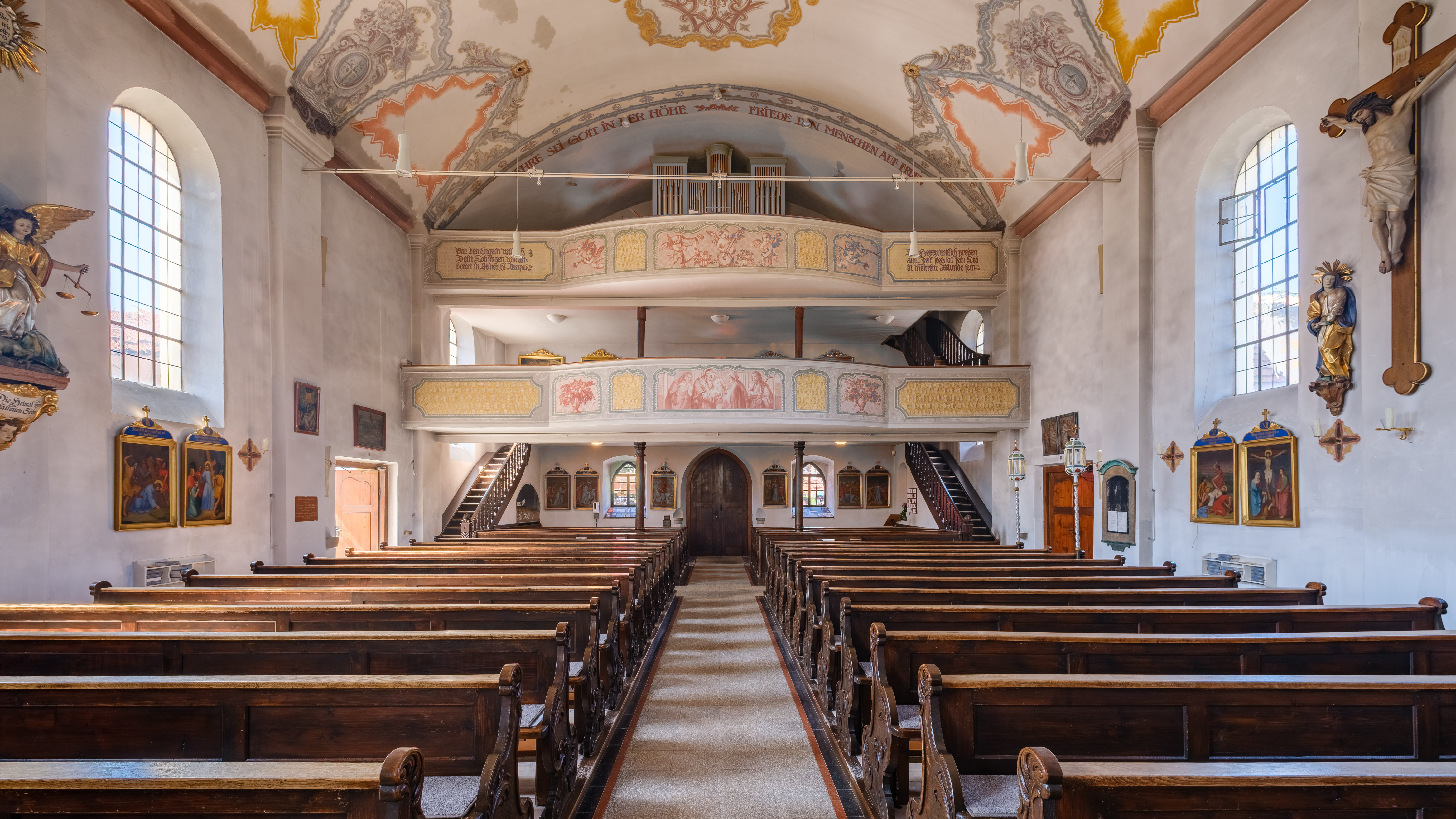
Blickrichtung Orgel und Empore
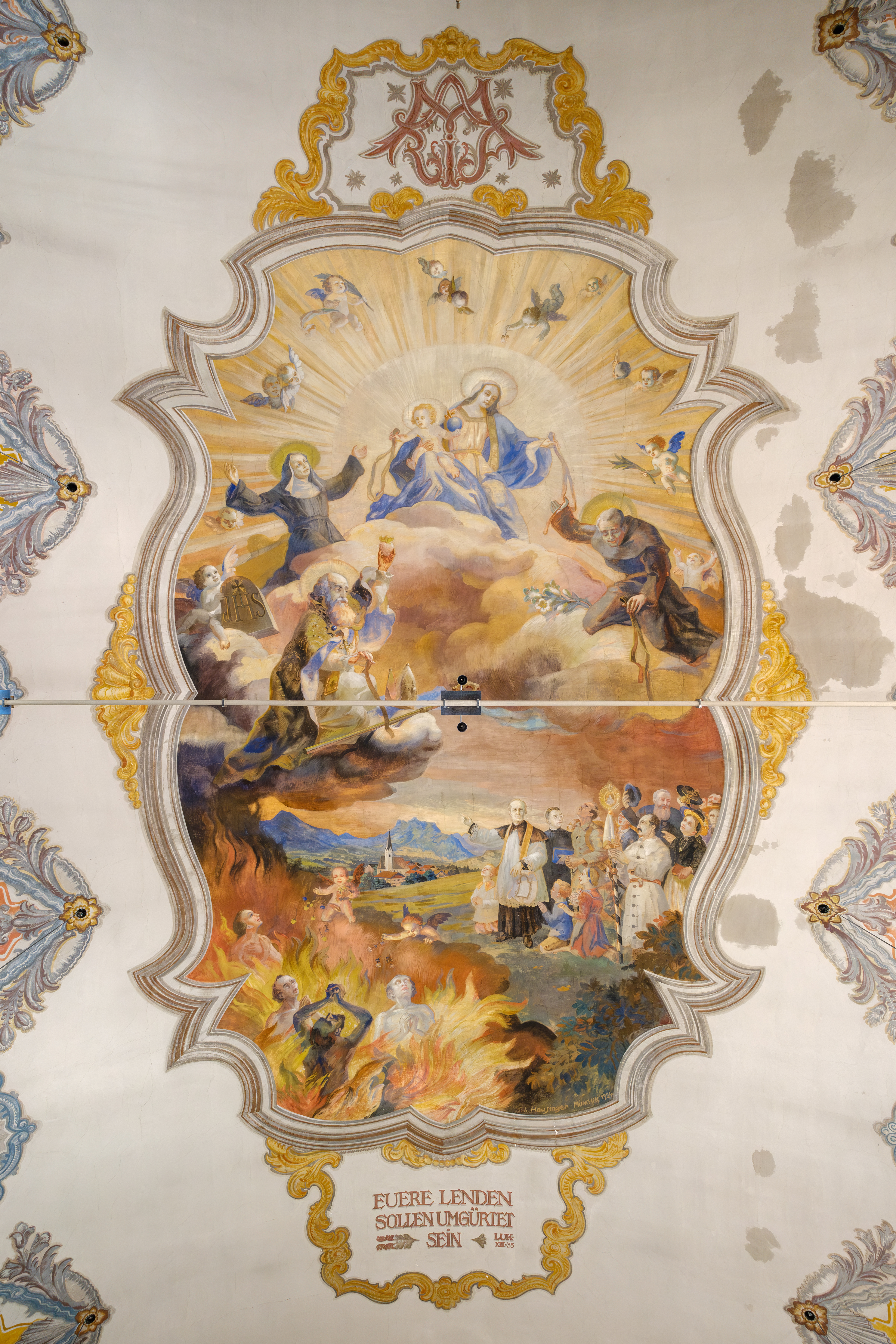
Deckengemälde

## Orgel
Die Orgel mit 22 Registern auf zwei Manualen und Pedal wurde von Alois Linder (Nußdorf) im Jahr 2002 neu gebaut. Vorher hatte sie nacheinander drei Orgeln, die 1803, 1894 (von Jakob Müller aus Rosenheim) und 1958 (von Alois Linder, Nußdorf am Inn) gebaut worden waren. Die Disposition der heutigen Orgel lautet:
| I Hauptwerk C–g3 |       |
| Principal        | 8′    |
| Rohrflöte        | 8′    |
| Octave           | 4′    |
| Holzflöte        | 4′    |
| Blockflöte       | 2′    |
| Mixtur           | 1 ⁄3′ |
| (Quinte 1 ⁄3′)   |       |
| Trompete         | 8′    |

| II Schwellwerk |        |
| Gedackt        | 8′     |
| Salicional     | 8′     |
| Rohrflöte      | 4′     |
| Quinte         | 2 ⁄3′  |
| Principal      | 2′     |
| Terz           | 1 3⁄5′ |
| Cimbel         | 1′     |
| Superoctave    | 1′     |
| Cromorne       | 8′     |
| Tremulant      |        |

| Pedal C–f   |     |
| Subbass     | 16′ |
| Oktavbass   | 8′  |
| Gedecktbass | 8′  |
| Choralbass  | 4′  |
| Fagott      | 16′ |

- Bemerkungen: vollmechanisch
- Koppeln: II/I, I/P, II/P